# リーチ湖
リーチ湖 (Leech Lake) はアメリカ合衆国ミネソタ州にある湖。ベミジーの南東に位置し、大半がリーチレイクインディアン居留地内に、また全域がチッペワ国立森林内にある。湖は貯水池としても利用されている。ミネソタ州では3番目に大きな湖で面積は102,947.83エーカー（416.6151km2）、湖岸は195マイル（314km）で最大水深は156フィート（48m）である。
リーチ湖からの流出河川はリーチレイク川でミシシッピ川に合流している。リーチレイク川の湖からの流出部にはダムがあり、湖の水位を制御している。
リーチ湖はスポーツフィッシングの場所として人気があり、多くの魚種が釣れる。州記録のレイクホワイトフィッシュ（12ポンド4オンス）やパンプキンシード（1ポンド5オンス）も1999年にこの湖で記録されている。
1855年にリーチレイクインディアン居留地が湖南岸に作られ、1936年に他の4つのインディアン居留地と合併して湖をほぼ囲む現在のリーチレイクインディアン居留地となった。
1898年10月5日、リーチ湖はオジブワとアメリカ軍との間のシュガーポイントの戦いの舞台となった。